# Син Мён Хун
Син Мён Хун (кор. 신명훈; род. 16 ноября 1981) — южнокорейский боксёр, представитель первой полусредней весовой категории. Выступал за национальную сборную Южной Кореи по боксу в 2000-х годах, серебряный и бронзовый призёр Азиатских игр, обладатель серебряной медали чемпионата Азии, победитель турниров национального и международного значения.

## Биография
Син Мён Хун родился 16 ноября 1981 года.
Первого серьёзного успеха на взрослом международном уровне добился в сезоне 2002 года, когда вошёл в основной состав южнокорейской национальной сборной и побывал на чемпионате Азии в Серембане, откуда привёз награду серебряного достоинства — в решающем финальном поединке первой полусредней весовой категории проиграл представителю Узбекистана Бакыту Сарсекбаеву. Позже выступил на домашних Азиатских играх в Пусане, где стал бронзовым призёром — на стадии полуфиналов был остановлен пакистанцем Асгаром Али Шахом.
В 2005 году выиграл бронзовую медаль на Кубке Арены в Пуле, выступил на чемпионате военнослужащих CISM в Претории.
В 2006 году завоевал серебряную медаль на Азиатских играх в Дохе, уступив в финале первого полусреднего веса тайцу Манусу Бунчамнонгу. Кроме того, одержал победу на международном турнире Green Hill в Карачи.
Пытался пройти отбор на летние Олимпийские игры 2008 года в Пекине, однако на Азиатских олимпийских квалификационных турнирах в Бангкоке и Астане выступил неудачно.
Последний раз показал сколько-нибудь значимый результат в боксе в августе 2010 года, когда победил на чемпионате Южной Кореи в Инчхоне в зачёте первой полусредней весовой категории.